# Folk och rövare i Kamomilla stad (film, 2022)
Folk och rövare i Kamomilla stad är en norsk animerad film från 2022 regisserad av Rasmus A. Sivertsen efter ett manus av Karsten Fullu och Ingrid Haukelidsæter. Filmen bygger på barnboken Folk och rövare i Kamomilla stad av Thorbjørn Egner från 1955. Sol Heilo arrangerade musiken som ursprungligen skrevs av Egner. Filmen producerades av Qvisten Animation och hade biopremiär i Norge den 25 december 2022.
Filmen nominerades till Amandaprisen 2023 i kategorin Bästa barnfilm.

## Handling
I den lilla staden Kardemomme lever människor och boskap för det mesta i fred och fröjd. Men det är några som ställer till med bråk i stan, nämligen de tre rånarna Kasper, Jesper och Jonatan. Polismästaren Bastian är dock inte den snabbaste och mest effektiva konstapeln och därmed är det upp till den lite effektivare tant Sofie att ta itu med rånarna. Så småningom blandar hon in även andra bland invånarna.

## Rollista
| Roll                     | Norsk originalröst    | Svensk röst              |
| ------------------------ | --------------------- | ------------------------ |
| Kasper                   | Thorbjørn Harr        | Steve Kratz              |
| Jesper                   | Aksel Hennie          | Kim Sulocki              |
| Jonatan                  | Jeppe Beck Laursen    | Anton Olofson Raeder     |
| Tant Sofia               | Linn Skåber           | Cecilia Wrangel Skoug    |
| Överkonstapel Bastian    | Anders Baasmo         | Anders Öjebo             |
| Kamelen                  | Trond Espen Seim      | Anders Byström           |
| Handlare Berg            | Odd-Magnus Williamson | Jakob Stadell            |
| Tobias                   | Ivar Nørve            | Dan Ekborg               |
| Bagaren                  | Anette Amelia Larsen  | Mikaela Tidermark Nelson |
| Barberare Simonsson      | Mathias Luppichini    | Melker Duberg            |
| Remo                     | Herman Breum-Lie      | Orlando Wahlsteen        |
| Tommy                    | Ole Opsal Stavrum     | Axel Adelöw              |
| Colombine                |                       | Viva Östervall Lyngbrant |
| Fru Bastian              | Ine Marie Wilmann     |                          |
| Spårvagnsförare Syversen | Christian Skolmen     |                          |
| Silius                   | Nader Khademi         |                          |
| Kamomilla                | Hedda Grjotheim       |                          |
| Berättare                |                       | Stephan Karlsén          |

- Övriga röster – Andreas Rothlin Svensson, Anna Isbäck, Annika Herlitz, Dan Ekborg, Joakim Jennefors, Lucas Krüger
- Översättare – Nils Jansson
- Dubbningsregissör och tekniker – Jonne Wilkinson
- Mixtekniker – Anders Wiedemann
- Svensk version producerad av Iyuno[12]